# Heklaïta
L'heklaïta és un mineral de la classe dels halurs. Rep el seu nom de la seva localitat tipus, el volcà Hekla, a Islàndia.

## Característiques
L'heklaïta és un halur de fórmula química KNaSiF₆. Va ser aprovada com a espècie vàlida per l'Associació Mineralògica Internacional l'any 2008. Cristal·litza en el sistema ortoròmbic, i es troba en forma de masses de cristalls que formen intercreixements de mida micromètrica. L'exemplar que va servir per a determinar l'espècie, el que es coneix com a material tipus, es troba conservat al Icelandic Institute of Natural History, l'Institut islandès d'història natural que es troba a Reykjavík, Islàndia.

## Formació i jaciments
Va ser descoberta al volcà Hekla, a la regió de Suðurland, a Islàndia, en sublimats precipitats al voltant de fumaroles que emeten gasos volcànics rics en fluor, on sol trobar-se associada a altres minerals com la hieratita, la mal·ladrita, l'hidroquenoralstonita, la ralstonita i la jakobssonita. També ha estat descrita a dos indrets més dels Estats Units: a la mina Polk County, al comtat de Polk, Florida, i a tubs de lava del comtat de Hawaii, a les illes Hawaii.